# Lista de times campeões do Clube de Regatas do Flamengo
Este anexo lista os principais elencos rubro-negros, que se tornaram vencedores de campeonatos oficiais, nacionais e/ou internacionais.
O time-base rubro-negro, em cada competição, está relacionado conforme às escalações mais frequentes da época correspondente. Em seguida, alguns dos reservas mais importantes também estão relacionados.

## Por Décadas

### Década de 1940

#### Tricampeonato Carioca de 1942/1943/1944
Jurandir; Artigas, Biguá, Domingos da Guia e Newton Canegal; Jaime e Perácio; Vevé, Zizinho, Pirillo e Valido. Técnico: Flávio Costa
Quirino, Nandinho, Modesto Bría, Jacy.

### Década de 1950

#### Tricampeonato Carioca de 1953/1954/1955
Sinforiano García; Marinho, Pavão, Servílio e Dequinha; Jordan e Joel; Rubens, Índio, Benitez e Esquerdinha. Técnico: Fleitas Solich.
Reservas: 
Ari de Oliveira, Aníbal, Tomires, Evaristo, Zagallo, Jadir, Paulinho, Dida, Babá

### Década de 1960

#### Torneio Rio-São Paulo de 1961
- Fernando, Ari Carlos, Joubert, Bolero, Jordan, Babá, Hugo, Jadir, Carlinhos, Joel, Moacir, Gérson, Henrique Frade, Hilton , Luís Carlos, Dida, Germano , Othon, Norival, Espanhol, Manuelzinho; técnico: Fleitas Solich

#### Troféu Naranja de 1964
- Franz, Marco Aurélio, Ditão, Murilo, Ananias, Luís Carlos, Paulo Henrique, Nelsinho Rosa , Nélson, Espanhol, Aírton Beleza, Paulo Choco, Carlos Alberto; técnico: Flávio Costa

### Década de 1970

#### Campeonato Carioca de 1972
- Renato, Ubirajara Alcântara, Ubirajara Mota, Ademir, Chiquinho Pastor, Fred, Reyes, Tinho, Tinteiro, Aluísio, Moreira, Paulo Henrique, Rodrigues Neto, Vanderlei, Liminha, Zanata, Zé Mário, Paulo Cézar Caju, Vicentinho, Zico, Arilson, Caio Cambalhota, Dionísio, Doval, Fio Maravilha, Rogério; técnico: Zagallo

#### Torneio do Povo de 1972
- Ubirajara, Aluísio, Reyes, Fred, Rodrigues Neto, Liminha, Zé Mário, Adílio, Arilson, Doval, Rogério, Caio Cambalhota, Caldeira, Paulo Henrique, Ademir, Zanata, Paulo Cézar caju, Dionísio, técnico: Zagallo

#### Campeonato Carioca de 1974
- Cantareli, Renato, Ubirajara Mota, Chiquinho Pastor, Fred, Luís Carlos, Jayme, Rondinelli, Vantuir, Aluísio, Humberto Monteiro, Pedro Omar, Júnior, Nei, Rodrigues Neto, Vanderlei, Liminha, Zé Mário, Geraldo, Léo, Zico, Arilson, Doval, Edson, Ivanir, Julinho, Paulinho, Rui Rei, Silvinho; técnico: Joubert Meira

#### Campeonato Carioca de 1978
- Cantareli, Nielsen, Raul, Manguito, Moisés, Nelson, Rondinelli, Ramírez, Leandro, Toninho, Júnior, Vanderlei, Alberto Leguelé, Carpegiani, Adílio, Cleber, Jorge Luís, Tita, Zico, Anselmo, Cláudio Adão, Eli Carlos, Getúlio, João Carlos, Marcinho, Pedro Ornelas, Tião; técnico: Cláudio Coutinho

#### Troféu Cidade de Palma de Mallorca de 1978
- Cantareli, Raul, Manguito, Moisés, Nelson, Ramírez, Toninho, Júnior, Carpegiani, Adílio, Cleber, Jorge Luís, Tita, Zico, Anselmo, Cláudio Adão, Eli Carlos, Tião; técnico: Cláudio Coutinho

#### Campeonato Carioca de 1979
- Cantareli, Nielsen, Raul, Manguito, Nelson, Rondinelli, Ramírez, Leandro, Toninho, Júnior, Andrade, Carpegiani, Adílio, Tita, Zico, Anselmo, Beijoca, Carlos Henrique, Cláudio Adão, Júlio César, Luís Alberto Duarte dos Santos, Reinaldo Gueldini; técnico: Cláudio Coutinho

#### Campeonato Carioca Especial de 1979
- Cantareli, Nielsen, Raul, Figueiredo, Manguito, Nelson, Rondinelli, Ramírez, Leandro, Toninho, Júnior, Andrade, Carpegiani, Adílio, Tita, Zico, Anselmo, Carlos Henrique, Cláudio Adão, Júlio César, Luís Alberto Duarte dos Santos, Reinaldo Gueldini; técnico: Cláudio Coutinho

#### Troféu Ramón de Carranza de 1979
- Cantareli, Raul, Manguito, Nelson, Rondinelli, Toninho, Júnior, Andrade, Carpegiani, Adílio, Tita, Zico, Cláudio Adão, Júlio César, Luís Alberto Duarte dos Santos, Reinaldo Gueldini; técnico: Cláudio Coutinho

### Década de 1980

#### Campeonato Brasileiro de 1980
Raul; Toninho (Carlos Alberto), Rondinelli, Marinho, Júnior; Andrade, Carpeggiani (Adílio), Zico, Tita; Nunes e Júlio César. Técnico: Cláudio Coutinho.
Cantareli, Leandro, Manguito, Nelson, Vitor, Reinaldo, Carlos Henrique, Anselmo.

#### Troféu Ramón de Carranza de 1980
- Cantareli, Raul, Manguito, Marinho, Nelson, Rondinelli, Carlos Alberto, Gilson Paulino, Toninho, Júnior, Andrade, Carpegiani, Adílio, Tita, Zico, Anselmo, Carlos Henrique, Júlio César; técnico: Cláudio Coutinho

#### Campeonato Carioca de Futebol de 1981
- Cantareli, Luiz Alberto, Raul, Figueiredo, Marinho, Mozer, Carlos Alberto, Leandro, Nei Dias, Júnior, Andrade, Vítor, Adílio, Lico, Tita, Zico, Anselmo, Baroninho, Chiquinho Carioca, Edson, Fumanchu, Nunes, Peu, Reinaldo Potiguar, Ronaldo; técnico: Carpegiani

#### Taça Libertadores da América de 1981
- Fonte:Imortais do Futebol

Raul; Leandro, Marinho (Figueiredo), Mozer e Júnior; Andrade, Adílio, Zico, Tita; Nunes e Baroninho (Lico). técnico: Paulo César Carpeggiani.
Cantareli, Carlos Alberto, Rondinelli, Nei Dias, Vitor, Chiquinho, Ronaldo, Fumanchu, Peu, Anselmo.

#### Copa Intercontinental de Clubes de 1981
- Fonte:Imortais do Futebol

Raul; Leandro, Marinho, Mozer, Júnior; Adílio, Andrade, Zico, Tita; Nunes e Lico. técnico: Paulo César Carpeggiani.
Cantareli, Figueiredo, Nei Dias, Peu, Anselmo, Baroninho.

#### Campeonato Brasileiro de 1982
- Fonte:Imortais do Futebol

Raul; Leandro, Marinho, Mozer, Júnior; Andrade, Adílio, Zico, Tita; Nunes e Lico. técnico: Paulo César Carpeggiani.
Cantareli, Figueiredo, Vitor, Reinaldo, Edson, Popéia, Chiquinho, Peu, Anselmo.

#### Campeonato Brasileiro de 1983
- Fonte:Imortais do Futebol

Raul; Leandro, Figueiredo (Marinho), Mozer, Júnior; Andrade (Vitor), Adílio, Zico, Robertinho (Elder), Baltazar e Lico (Júlio César). técnico: Carlos Alberto Torres.
Cantareli, Adalberto, Cocada, Ademar, Ronaldo, Bigu, Felipe, Edson, Bebeto.

#### Campeonato Carioca de 1986
- Cantareli, Zé Carlos, Airton, Aldair, Guto, Leandro, Mozer, Zé Carlos II, Jaime Boni, Jorginho, Adalberto, Andrade, Adílio, Ailton, Carlinhos, Gilmar Popoca, Sócrates, Zico, Alcindo, Bebeto, Chiquinho, Júlio Cesar Barbosa, Marquinho, Waltinho, Vinicius, Zinho; técnico: Sebastião Lazaroni

#### Copa União 1987
Zé Carlos; Jorginho, Edinho, Leandro, Leonardo; Ailton, Andrade, Zinho, Zico; Bebeto e Renato Gaúcho. técnico: Carlinhos.
Cantareli, Júlio Cesar, Zé Carlos II, Guto, Aldair, Flavio, Airton, Kita, Gerson, Vandick, Alcindo, Henágio, Leandro Silva, Nunes.

#### Copa Kirin 1988
- Cantareli, Zé Carlos, Gonçalves, Edinho, Leandro, Marcio, Leandro Silva, Valmir, Paulo César, Delacir, Gerson, Gilmar Popoca, Zico, Gerson, Paloma, Marcio, Cosme; técnico: João Carlos Costa

### Década de 1990

#### Copa São Paulo de Juniores de 1990
- Fonte:Torcedores.com[1]

G- Adriano, LD - Mário Carlos, Z - Rogério Lourenço, Z - Júnior Baiano, LE - Piá, V - Fabinho, V - Marquinhos, M - Nélio, M - Marcelinho Carioca, M - Djalminha , A - Paulo Nunes. Técnico: Ernesto Paulo
Reservas: G - Edmilson, LE - Selé, V - Fábio Augusto, V - Rodrigo Dias, M - Luís Antônio, A - Tita, A -William.

#### Copa do Brasil de 1990
Zé Carlos; Zanata, Vitor Hugo, Fernando (Rogério), Leonardo (Piá); Ailton, Uidemar, Djalminha (Júnior); Renato Gaúcho, Gaúcho e Zinho. técnico: Jair Pereira.
Neneca, Josimar, André Cruz, Marcelinho Carioca, Marquinhos, Nélio, Bujica, Alcindo, Bobô.

#### Campeonato Carioca de 1991
- Gilmar, Zé Carlos, Gottardo, Júnior Baiano, Rogério, Charles Guerreiro, Sandro Becker, Paulo Cesar Sténico, Piá, Fabinho, Júnior, Marquinhos, Uidemar, Djalminha, Marcelinho, Nélio, Zé Ricardo, Gaúcho, Luís Antônio, Paulo César, Paulo Nunes, Zinho, Tita; técnico: Carlinhos

#### Copa Rio de 1991
- Gilmar, Zé Carlos, Gottardo, Júnior Baiano, Rogério, Fabinho, Charles Guerreiro, Sandro Becker, Piá, Paulo Cesar Sténico, Júnior, Marquinhos, Uidemar, Djalminha, Marcelinho, Nélio, Zé Ricardo, Zinho, Gaúcho, Luís Antônio, Paulo César, Paulo Nunes, Tita; técnico: Vanderlei Luxemburgo

#### Taça Brahma dos Campeões de 1992
- Gilmar, Charles Guerreiro, Gottardo, Rogério, Júnior, Piá, Paulo Nunes, Marquinhos, Gaúcho, Júlio César, Zinho, Fabinho, Uidemar, Marcelinho Carioca, Luís Antônio; técnico: Carlinhos

#### Campeonato Brasileiro de 1992
- Fonte: Revista Placar[2]

Gilmar; Charles Guerreiro, Gottardo, Rogério (Júnior Baiano), Piá; Júnior, Uidemar, Marquinhos, Zinho; Paulo Nunes (Nélio) e Gaúcho. técnico: Carlinhos.
Roger, Fabinho, Gélson Baresi, Zé Ricardo, Marcelinho Carioca, Djalminha, Toto, Luís Antônio, Júlio César. Paulo César cruvinel

#### Campeonato Carioca de 1996
- Emerson, Fábio Noronha, Roger, Zé Carlos, Fabiano, Jorge Luís, Juan, Ronaldão, Válber, Alcir, Zé Maria, Gilberto, Índio, Djair, Mancuso, Márcio Costa, Pingo, Gláucio, Iranildo, Léo Inácio, Marco Aurélio, Nélio, Aloísio, Amoroso, Marques, Romário, Sávio; técnico: Joel Santana

#### Copa Ouro de 1996
- Roger, Fabiano, Jorge Luís, Juan, Ronaldão, Válber, Paulo César, Zé Maria, Alcir, Gilberto, Athirson, Pedrinho, Mancuso, Márcio Costa, Pingo, Gláucio, Iranildo, Léo Inácio, Marco Aurélio Jacozinho, Nélio, Aloísio Chulapa, Marques, Sávio, Adilson; técnico: Joel Santana

#### Copa dos Campeões Mundiais de 1997
- Júlio César, Bruno Quadros, Júnior Baiano, Fabiano, Luiz Alberto, Fábio Baiano, Leandro Neto, Gilberto, Jamir, Jorginho, Evandro Chaveirinho, Iranildo, Maurinho, Nélio, Marcelo Ribeiro, Lúcio Bala, Marco Aurélio Jacozinho; técnico: Sebastião Rocha

#### Campeonato Carioca de 1999
- Clemer, Júlio César, Bruno Quadros, Célio Silva, Fabão, Fabiano, Juan, Luiz Alberto, Alessandro, Eduardo, Pimentel, Athirson, Marco Antonio, Cleisson, Jorginho, Leandro Ávila, Maurinho, Rocha, Beto, Fábio Baiano, Iranildo, Léo Inácio, Bebeto, Caio, Lê, Leandro Machado, Reinaldo, Rodrigo Mendes, Romário, Robson; técnico: Carlinhos

#### Copa Mercosul de 1999
Clemer; Pimentel, Célio Silva, Fabão (Juan), Athirson;Leandro Ávila, Marcelo Rosa, Fábio Baiano, Rodrigo Mendes (Leonardo Inácio); Caio (Leandro Machado) e Romário (Reinaldo). técnico: Carlinhos.
Róbson, Maurinho, Luiz Alberto, Ronaldo, Marco Antônio, Jorginho, Iranildo, Beto, Lê.

### Década de 2000

#### Campeonato Carioca de 2000
- Clemer, Júlio César, Marcelo Leite, Fernando, Fabão, Juan, Luiz Alberto, Alessandro, Bruno Carvalho, Maurinho, Athirson, Cássio, Marco Antonio, Camilo, Fabiano Cabral, Jorginho, Leandro Ávila, Mozart, Rocha, Beto, Fábio Baiano, Iranildo, Léo Inácio, Petković, Adriano, Lê, Leandro Machado, Reinaldo, Rodrigo Mendes, Tuta; técnico: Carlinhos

#### Campeonato Carioca de 2001
- Clemer, Júlio César, André Bahia, Fernando, Gamarra, Juan, Alessandro, Bruno Carvalho, Cássio, Carlinhos, Jorginho, Leandro Ávila, Luciano Netter, Rocha, Andrezinho, Beto, Fábio Augusto, Petković, Adriano, Edílson, Leandro Machado, Reinaldo, Rodrigo Gral, Roma; técnico: Zagallo

#### Copa dos Campeões Brasileiros de 2001
Júlio César; Alessandro, Juan, Fernando (Gamarra), Cássio; Leandro Ávila, Rocha, Beto, Petković; Reinaldo e Edílson. técnico: Zagallo.
Clemer, Bruno Carvalho, Maurinho, Jorginho, Fábio Augusto, Leandro Machado, Adriano,
Roma.

#### Campeonato Carioca de 2004
- Diego, Júlio César, Anderson Luiz, Fabiano Eller, Henrique, Júnior Baiano, Renan, Thiago Campos, Gauchinho, Rafael, Reginaldo Araújo, Julio César, Niel, Roger Guerreiro, Da Silva, Douglas Silva, Ibson, Jônatas, Robson, Andrezinho, Fábio Baiano, Felipe, Juliano, Rafael Gaúcho, Vinícius Pacheco, Zinho, Diogo, Flávio, Jean. Técnico: Abel Braga

#### Copa Record Rio de 2005
- Paulo Victor, Wilson, Carlão, Thiago Campos, Fábio, Marcelinho, Egídio, Igor Nakamura, Elan, Marcinho, Robson, Rômulo, Thiago Santos, Yuri, Edinho, João Salge, Marcelo Moscatelli, Renato Augusto, Vinícius Pacheco, Willian Amendoim, Eder, Evandro, Fabiano Oliveira, Fábio Júnior, Felipe China, Geninho, Gilmar, Guilherme, João Alex, Lima, Liminha

#### Copa do Brasil de 2006
Diego; Leonardo Moura, Renato Silva, Fernando (Ronaldo Angelim),Juan; Léo (Renato Augusto), Júnior (Toró), Jônatas, Renato; Ramírez (Obina) e Luizão. técnico: Ney Franco.
Getúlio Vargas, Marcelinho, Rodrigo Arroz, André, Diego Souza, Fellype Gabriel, Peralta, Vinícius Pacheco.

#### Campeonato Brasileiro de 2009
Goleiro Bruno; Léo Moura, Álvaro, Ronaldo Angelim, Juan (Éverton); Maldonado (Toró), Airton, Willians, Petković; Zé Roberto (Emerson) e Adriano. técnico: Andrade.
Diego, Everton Silva, Welinton, David, Lenon, Kléberson, Fierro, Dênis Marques, Bruno Mezenga.

### Década de 2010

#### Copa São Paulo de Juniores de 2011
- Fonte:Correio Braziliense[3]

G - César, LD - Alex, Z - Marllon, Z - Frauches , LE - Vítor Hugo, V - Anderson, V - Muralha, M - Negueba, M - Lucas, M - Adryan, A - Lorran. Treinador: Paulo Henrique Filho
Reservas: China, Digão, Maicon Douglas, Thomás, Rafinha, Ygor, Pedrinho, Mattheus, Douglas, Fernando, Felipe Dias, Caio, Jean Max

#### Campeonato Carioca de 2011
G- Felipe
LD- Léo Moura
Z- Ronaldo Angelim
Z- David Braz
LE- Egidio
V- Maldonado
V- Willians
MLG- Renato Abreu
MAT- Thiago Neves
MAT- Ronaldinho
CA- Deivid
TEC: Luxemburgo

#### Troféu 125 anos de Uberlândia (2013)
- Felipe,Léo Moura,González,Cáceres,Rafinha,Elias,Hernane,Gabriel,Wallace,Luiz Antônio,João Paulo,Marcelo Moreno,Carlos Eduardo,Paulinho,Paulo Victor,Nixon,Val,Ramon,Diego Silva,Mano Menezes,

#### Copa do Brasil de 2013
- Felipe, Léo Moura, Chicão, González, Cáceres, Rafinha, Elias, Hernane, Gabriel, Renato Abreu, Renato Santos, Wallace, Luiz Antônio, João Paulo, Adryan, Rodolfo, Marcelo Moreno, Carlos Eduardo, Mattheus, Luan Polli, Paulinho, André Santos, Bruninho, Nixon, Val, Ramon, Fernandinho, Samir, Digão, Diego Silva, Frauches, César, Welinton, Amaral, João Paulo, Paulo Victor, Cléber Santana

técnicoJayme de Almeida

#### Campeonato Carioca de 2014
- Felipe, Léo Moura, Chicão, Samir, Cáceres, Erazo, Elano, Márcio Araújo, Hernane, Lucas Mugni, Negueba, Welinton, Wallace, Muralha, João Paulo, Gabriel, Igor Sartori, Alecsandro, Carlos Eduardo, Léo, Éverton, Feijão, Luiz Antônio, Paulinho, André Santos, Nixon, Recife, Mattheus, Digão, Frauches, Fernando, César, Luan Polli, Amaral, Paulo Victor, Jorge, Baggio; técnico: Jayme de Almeida

#### Copa São Paulo de Juniores de 2016
- Fonte:Gazeta Esportiva[4]

G - Thiago, LD - Thiago Ennes, Z - Léo Duarte , Z - Dener, LE - Arthur Bonaldo, V - Ronaldo, M - Trindade, M - Lucas Paquetá, A - Cafu, A - Felipe Vizeu, A - Matheus Sávio. Treinador: Zé Ricardo
Reservas: G - João Lopes, Z - Lincoln, LD - Kleber, LE - Michael, M - Henrique, A - Patrick Valverde, A - Alan Cariús

#### Campeonato Carioca de 2017
- Rodinei, Juan, Willian Arão, Renê, Marcelo Cirino, Márcio Araújo, Guerrero, Ederson, Mancuello, Trauco, Réver, Gabriel, Leandro Damião, Conca, Pará, Éverton, Donatti, Cuéllar, Rômulo, Berrío, Rafael Vaz, Diego, Cafu, Adryan, Alex Muralha, Lucas Paquetá, Ronaldo, Matheus Sávio, Léo Duarte, Thiago, Gabriel Batista, Felipe Vizeu, Moraes; técnico: Zé Ricardo

#### Copa São Paulo de Juniores de 2018
G- Hugo Souza, Z- Aderlan, Z - Matheus Dantas, LD - Klebinho, LE - Ramon, V- Hugo Moura , V- Theo, M- Brayan, M- Patric Souza,A- Lucas Silva, A - Vitor Gabriel, A- Bill. Treinador: Mauricio Ferreira
Reservas: G - Yago Darub, G- Victor Hugo, Z- Bernardo, Z- Patrick, LE - Michael, V- Vinicius Souza, M- Luiz Henrique, M- João Pedro, M- Patric Souza, A- Wendel

#### Florida Cup de 2019
- Diego Alves, Rodinei, Rodrigo Caio, Juan, Willian Arão, Renê, Éverton Ribeiro, Cuéllar, Diego, Vitinho, Trauco, Ronaldo, Hugo Moura, Jean Lucas, Henrique Dourado, Uribe, Pará, Gabriel Batista, Piris da Motta, Thuler, Berrío, Thiago, Klebinho, César, Thiago Santos, Léo Duarte, Rhodolfo, Lucas Silva, Vitor Gabriel, Matheus Dantas, Bill; técnico: Abel Braga

#### Copa Libertadores/Campeonato Brasileiro 2019
Time Titular:
G- Diego Alves (1);LD- Rafinha (13); Z- Rodrigo Caio (3), Pablo Marí (4); LE- Filipe Luís (16); V- Gérson (8), Willian Arão (5); M-Giorgian De Arrascaeta (14), MD- Éverton Ribeiro (7), ME- Bruno Henrique (27); A- Gabigol (9); Técnico: Jorge Jesus.
Reservas:
César, Gabriel Batista;
Renê, Rodinei, Thuller, Juan, Trauco, Pará, João Lucas, Rhodolfo, Dantas, Léo Duarte;
Diego, Piris da Motta, Cuéllar, Reinier, Jean Lucas, Ronaldo, Hugo Moura, Vinicius Souza;
Vitinho, Berrío, Lincoln, Lucas Silva, Vitor Gabriel, Uribe.
Fonte:

#### Campeonato Carioca de Futebol de 2019
- Diego Alves, Rodinei, Rodrigo Caio, Juan, Willian Arão, Renê, Éverton Ribeiro, Cuéllar, Gabriel, Diego, Vitinho, Trauco, De Arrascaeta, Ronaldo, Hugo Moura, Uribe, Pará, Gabriel Batista, Piris da Motta, Thuler, Bruno Henrique, Berrío, Lincoln, Thiago, Klebinho, César, Thiago Santos, Léo Duarte, Rhodolfo, Lucas Silva, Vitor Gabriel, Matheus Dantas, Bill; técnico: Abel Braga